# Radio Voz
Radio Voz es una cadena española de emisoras radiofónicas perteneciente al periódico La Voz de Galicia, durante algunos años con emisión nacional, que actualmente sólo emite de forma independiente en Galicia. Inició sus emisiones nacionales el 12 de diciembre de 1994.

## Historia
La cadena tienen sus orígenes en las frecuencias radiofónicas obtenidas en la comunidad autónoma de Galicia por la editora del periódico La Voz de Galicia y que inicialmente se asociaron, programáticamente, a Antena 3 Radio. Cuando Prisa entró en el accionariado de Antena 3, en 1992, alcanzaron un convenio con la cadena COPE por la cual cedían sus frecuencias a cambio de emitir 10 horas de la programación de esta cadena. El 1 de diciembre de 1994, rescindido este contrato, decidieron comenzar emisiones propias y dar el salto al resto de España.
El 12 de diciembre de 1994, Radio Voz iniciaba sus emisiones en Galicia, Madrid y Palma de Mallorca, pero con el objetivo de llegar en dos años al menos a 50 ciudades españolas. En los medios se la consideró heredera de la pocos meses antes desaparecida Antena 3 Radio por la incorporación de algunos locutores salientes de la citada emisora, como Carlos Pumares, Miguel Ángel García-Juez o José Luis Balbín, aunque estos, aunque admitiendo el paralelismo, rechazaban la vinculación entre Antena 3 y Radio Voz.
La programación inaugural contaba con información local (con profesionales como Arantza Martín, conduciendo el magazín diario de Madrid) y con los programas "La voz de la mañana" con Carlos Alsina, "De viva voz" con Miguel Ángel García-Juez (que en sus tertulias contaba con la participación de Luis Carandell, Alfonso Ortuño, Carlos Pumares, Luis Ángel de la Viuda, Marisol Galdón, Ana Rosa Quintana y la condesa de Siruela), "La voz de..." con José Luis Balbín y "La voz de las estrellas" con Carlos Pumares.
Los deportes en Radio Voz fueron el inicio de la carrera de buenos profesionales de esa área; con Andrés Montes de locutor de los programas de información deportiva, Radio Voz dio una oportunidad a una nueva generación de periodistas que cada vez tienen más peso en el mundo del deporte. Teo Pereiro (Telemadrid), Miguel Ángel Méndez (Radio Marca) o José Luis Corrochano (Cadena COPE) son algunos de los profesionales que iniciaron su carrera en la emisora, y donde pudieron compartir aprendizaje gracias al mencionado Andrés Montes, Ernesto López Feito, Eduardo Torrico o, más adelante, Gaspar Rosety.
La línea musical de Radio Voz estuvo marcada en sus inicios por Esther López y Manolo Castro, incorporándose posteriormente Borja Ilian y Nathalie Vázquez, a quien más tarde veríamos brevemente en una de las ediciones de Gran Hermano. Todos ellos, bajo la supervisión de José Ramón Pardo, permanecieron en la cadena hasta el día de su integración en Onda Cero. Nathalie Vázquez fue una de las primeras locutoras de Kiss FM, Manolo Castro se incorporó a Cibeles FM (primera denominación de Punto Radio, se incorporó a Intereconomía Radio con el programa "Radio Vinilo" y actualmente presenta 'Kilómetros de Radio', de Radio 5 (RNE), tras pasar por Radio Exterior de España. Por último, Borja Ilian dejó la radio para dedicarse a la programación musical. Precisamente estos dos últimos le dieron la bienvenida al milenio con un especial conjunto que se emitió en toda la cadena.
El mundo del motor encontró espacio de la mano de Rafa Cerro en "Voces del Motor". que ya había realizado en Antena 3 "En Marcha" con Antonio Herrero. El propio Cerro fue el encargado de sustituir a Miguel Ángel García Juez cuando este dejó la emisora en un nuevo y ameno magacine; pero, sin duda, el espacio más recordado lo realizó junto a Juan Diego Guerrero a mediodía y se denominaba "Aquí somos así". El propio Juan Diego sustituiría a Cerro en algunos programas y Manolo Castro también le haría las veces en "En Marcha"
Radio Voz contó con varios directores generales. El primero fue Bieito Rubido, posteriormente le sustituiría Alfonso Caballe; que cedió el testigo a Antón Losada. El hoy tertuliano librepensante propició una época en la cadena que le llevó a perder a varios importantes activos, entre ellos, Carlos Alsina, Ernesto López Feito o Alberto Martínez Arias, director de informativos.
A lo largo de 1995 otros espacios y locutores se incorporaron a Radio Voz, entre otros "Espacio en blanco", presentado por Miguel Blanco, programa de parapsicología ya afamado al llevar varios años de emisión en Radiocadena Española, RNE y Onda Cero; "La voz de las sombras", programa de sucesos presentado por Juan Ignacio Blanco, y "Todos los gatos son pardos" y (los veranos) "La canción del verano" presentados por José Ramón Pardo. Otros locutores como Andrés Aberasturi y Fernando Ónega se incoporarían en 1995. Tras el fin en 1997 de "Espacio en blanco", que en 1998 pasaría a M80 Radio, comenzaría con la misma temática "Mundo Misterioso" presentado inicialmente por Ana Cumplido y Bruno Cardeñosa, y después por este último y Manuel Carballal.
En 1999, Radio Voz se fusionó con Onda Cero, pasando desde entonces las emisoras fuera de Galicia a propiedad y emisión de Onda Cero, e incorporando a algunos de sus programas y locutores (como Bruno Cardeñosa o José Ramón Pardo entre otros) a la misma. Causó especial polémica durante el proceso de fusión, la supresión del programa "La radio de Julia" de Onda Cero, presentado por Julia Otero, que fue sustituido por el programa procedente de Radio Voz "La canción del verano" de José Ramón Pardo, lo que motivó cientos de llamadas de protesta al programa y la emisora.
En Galicia, tras la fusión, continuó emitiendo con el nombre de Radio Voz, emitiendo programación local de Galicia con conexiones con la programación de Onda Cero.
El 3 de septiembre de 2012, el Grupo Voz alcanzó un acuerdo con el grupo Libertad Digital, por el que seis emisoras en propiedad de Radio Voz pasarían a emitir la programación nacional y regional de esRadio.

## Accionariado
Radio Voz pertenece a Medios Audiovisuales de Galicia S.L., que está participada por:
- Corporación Voz de Galicia, 67%,

- Corporación Caixa Galicia, 18%,

- Arnela Capital Privado 15%.

## Frecuencias de RadioVoz
Provincia de La Coruña
- Carballo: 99.8 FM
- Cee: 94.2 FM
- Ferrol: 105.4 FM
- La Coruña: 92.6 FM
- Puerto del Son: 88.8 FM
- Puebla del Caramiñal: 107.5 FM
- Santiago de Compostela: 106.1 FM
- Vimianzo: 99.5 FM

 Provincia de Lugo
- Lugo: 105.6 FM (se identifica como RadioVoz Lugo)
- Monforte de Lemos: 87.8 FM (se identifica como RadioVoz Lugo)
- Chantada: 90.4 FM (se identifica como RadioVoz Lugo)
- Ribadeo: 102.3 FM (se identifica como RadioVoz A Mariña)
- Sarria: 98.1 FM (se identifica como RadioVoz Lugo)
- Villalba (Lugo): 103.0 FM (se identifica como RadioVoz Lugo)
- Vivero: 88.5 FM (se identifica como RadioVoz A Mariña)

 Provincia de Orense
- El Barco de Valdeorras: 97.9 FM (se identifica como RadioVoz Valdeorras)
- Orense: 101.4 FM (se identifica como RadioVoz Orense)
- Verín: 95.8 FM (se identifica como RadioVoz Orense)
- Ginzo de Limia: 96.9 FM (se identifica como RadioVoz Orense)

 Provincia de Pontevedra
- Lalín: 94.8 FM (se identifica como RadioVoz Lalín)
- Puenteareas: 101.6 FM (se identifica como RadioVoz Vigo)
- Pontevedra: 93.1 FM (se identifica como RadioVoz Pontevedra)
- Vigo: 103.8 FM (se identifica como RadioVoz Vigo)